# Leptolucania
 Leptolucania és un gènere de peixos de la família dels fundúlids i de l'ordre dels ciprinodontiformes.

## Taxonomia
- Leptolucania ommata (Jordan, 1884).[2][3]